# 新华站
新华站，位于中华人民共和国黑龙江省鹤岗市东山区，是峻德铁路上的火车站，建于1940年5月，由哈尔滨局集团管辖。